# Hybolasius picitarsis
Hybolasius picitarsis là một loài bọ cánh cứng trong họ Cerambycidae.